# Империализм в России

Рост территории Великого княжества Московского, Русского царства и Российской империи

Отмеченные красным цветом государства в разное время открыто сотрудничали с СССР; вставшие на «социалистический путь развития» выделены оранжевым цветом. Не все страны-союзники Москвы остались в её сфере влияния вплоть до распада СССР

За пределами России, включая бывшие советские республики, Россия как имперского, так и советского периода, может рассматриваться в качестве колониальной державы, в имперских интересах эксплуатировавшей ресурсы национальных регионов и препятствовавшей развитию государственности и культуры местных народов. Большинство российских историков отрицает такую точку зрения, указывая на отличия России от классических «морских» колониальных империй Запада, и утверждая, что отношения между центром и регионами строились иначе, чем отношения между метрополией и колониями.
Россия выходит на международную арену в одно время с Португальской и Испанской империями. Она развивалась, соревнуясь с сухопутными империями прошлого (Монгольской) и настоящего для неё времени (Османской, Прусской, Габсбургской, с Речью Посполитой), а также в конкурентной борьбе с крупнейшими морскими империями, особенно с Британской. Россия как империя пережила большинство из них. В некоторые исторические периоды Британская империя превосходила Россию по площади владений, однако последняя являлась намного более долговечной. По расчетам, которые принимают во внимание как площадь, которая контролировалась различными империями, так и длительность этого контроля, Российская империя являлась наиболее протяженной в пространстве и долговечной из всех империй, существовавших на начало Нового времени.
Русское покорение Сибири, происходившее в XVI—XVII веках, включая разгром Сибирского ханства, сравнивается с европейской колонизацией Америки. К XVIII веку завершилось формирование территории Русского государства, которое став Российской империей, распространило свой контроль на территории Евразии до Тихого океана, создав общую границу с империей Цин и Японской империей. В этот период Российская империя установила власть над казачьими войсками, в конце XVIII века превратив их в особое военное сословие и включив в состав своих вооружённых сил. Формирование территории Российской империи в XVIII—XX веке сопровождалось дальнейшей экспансией. Так, в 1654 году, с Переяславской рады, началось присоединение Украины к России, а восточная часть Речи Посполитой вошла в состав Российской империи в результате разделов Речи Посполитой в конце XVIII века.
В 1721 году Российское царство преобразовано в Российскую империю: империя была провозглашена по окончании Северной войны, когда по прошению сенаторов Пётр I принял титулы Императора Всероссийского и Отца Отечества. Южные кампании включали в себя серию русско-турецких и русско-персидских войн. В ходе войн с Османской империей к России был присоединён Крым и Северное Причерноморье. В результате Русско-персидской войны 1804—1813 годов и войны 1826—1828 годов в состав России вошли территории современных Азербайджана и Армении. Грузия изначально стала протекторатом России по Георгиевскому трактату 1783 года, а затем в начале XIX века вошла в состав Российской империи. Северный Кавказ вошёл в состав России в XIX веке в результате длительной Кавказской войны, повлекший массовое переселение части мусульман Кавказа в Османскую империю.
К 1921 году большевики установили советскую власть над большей частью распавшейся Российской империи, создав Советское государство (с 1917 года РСФСР, с 1922 года СССР) с антиколониальной интернационалистской идеологией и правом на ограниченное самоопределение национальных меньшинств. С 1923 по 1932 год и в 1953 году проводилась политика коренизации, направленная на поддержку и развитие национальных культур в рамках социализма. Когда коренизация была свёрнута, началось внедрение русского языка как языка межнационального общения. Хотя Советский Союз объявил себя антиимпериалистическим, о чём, в частности, в 1960 году говорил Никита Хрущёв в речи на конференции ООН, некоторые критики утверждали, что СССР обладал чертами исторических империй и использовали термин социалистический империализм (Мао Цзэдун), советский империализм. Другие представляли Советский Союз гибридным образованием, сочетавшим черты как многонациональных империй, так и национальных государств. Некоторые утверждали, что советская политика имела черты колониализма.
Ещё в XVI—XVII веках начинает складываться основная особенность российского государственного дискурса, которая была обусловлена российскими практиками управления. Русское царство и особенно Российская империя репрезентировали себя как государство русское и в то же время — всеобщее, универсальное. Монархическая власть выражала себя в качестве одновременно национальной и наднациональной, как завоевавшая Россию извне и при этом неотделимая от её народа и культуры этого народа.
В течение своей истории русские не ощущали себя народом, готовым и стремящимся насильственно ассимилировать другие народы. Для большинства этнических русских уже в XIX веке националистический лозунг «Россия для русских» не являлся актуальным, в результате чего стремление властей осуществить русификацию даже европейских частей империи не привело к успеху. Подобный национализм сверху фактически осуществлялся только властями империи. Русскому народу он был непонятен и не воспринимался русскими как действия, которые позволят создать этнократическое государство. Одними из основных особенностей российского государства в течение его истории, включая и советский период, были положение «имперообразующего» этноса, — русские не обладали преимущественными правами перед другими народами государства, — а также национальная и религиозная терпимость, которая сложилась в том числе благодаря политике правительства. Длительная история совместного проживания в пределах одной страны большого количества народов, а также цивилизаторская функция русских стали основой развития формирования российского народа как гражданской нации.

## Различные взгляды

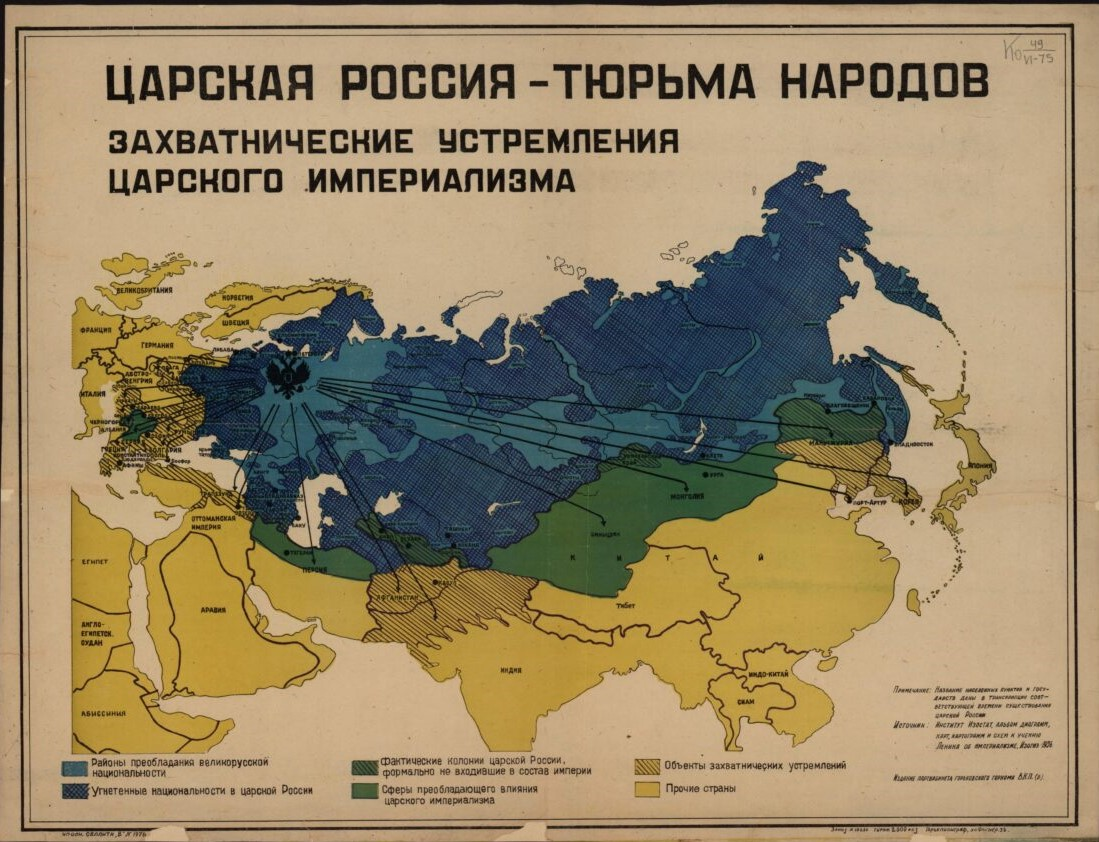
«Захватнические устремления царского империализма». Карта 1936 года с указанием регионов проживания угнетённых национальностей, колоний царской России за рубежом и объектов захватнических устремлений (по данным Института изобразительной статистики СССР)

Утверждалось, что российский империализм отличается от европейского империализма тем, что Российская империя была более теллурократичной, империя находилась на суше, а не за морями, а это означало, что восстания можно было легче подавить, а некоторые земли были отвоеваны вскоре после того, как они были потеряны. Сухопутная основа империи рассматривалась как фактор, препятствующий взаимодействию различных частей империи из-за трудностей, связанных с перемещением по суше в то время, по сравнению с морским путём.
Российский империализм был связан с трудоёмкой и низкопроизводительной экономической системой, основанной на крепостничестве и деспотическом правлении, которое требовало постоянного увеличения количества обрабатываемой земли, чтобы узаконить это правление и обеспечить удовлетворение подданных.
Жан-Жак Руссо утверждал, что Польша не была свободна из-за российского империализма. Монтескье писал, что «московиты не могут покинуть империю» и что они «все рабы».
Историк Александр Эткинд описывает феномен «обратного градиента», когда люди, живущие вблизи центра Российской империи, испытывали большее угнетение, чем те, кто находился на окраинах. В 1836 году Николай Гоголь сказал, что Санкт-Петербург был «чем-то похож на европейскую колонию в Америке», заметив, что иностранцев было столько же, сколько и людей коренной национальности. По словам Алексея Хомякова, русская элита была «колонией эклектичных европейцев, брошенных в страну дикарей» с «колониальными отношениями» между ними. Подобный колониальный аспект был выявлен Константином Кавелиным.
Историк Юрий Петров, директор Института российской истории РАН, писал, что идеи российской государственности «появились одновременно с возникновением Древнерусского государства; они отражали реальный политический процесс складывания единого Российского государства, обосновывали необходимость борьбы с иноземными захватчиками, восстанавливали государство после войн и смут». По его утверждению, «перед современной Россией стоят задачи не отрицания и преодоления наследия имперского или советского прошлого… а осознания неразрывности и преемственности развития страны».
Некоторые исследователи постколониализма считают, что российскому и советскому империализму уделяется недостаточно внимания.

### Внутренняя колонизация
Понятие «внутренняя колонизация» (освоение окраин) в отношении России впервые ввёл Август фон Гакстгаузен в 1843 году. По словам российского историка Василия Ключевского, история России представляет собой историю колонизируемой страны. Последователи Ключевского выделяли такие формы колонизации, как военная и монашеская экспансия. Лидер большевистской партии Владимир Ленин рассматривал слаборазвитые территории России как результат внутреннего колониализма. Другой российский историк Сергей Соловьёв считал причиной такого положения то обстоятельство, что Россия «не была колонией, отделённой от метрополии океанами». Афанасий Щапов говорил об экологическом империализме, при котором торговля пушниной и рыболовство способствовали завоеванию Сибири и Аляски. Павел Милюков отмечал жестокость процесса самоколонизации. Марк Басин отметил сходство российского самоколониализма и колонизации американского Дикого Запада.
Ряд современных исследователей (А. Эткинд, Д. Уффельман) рассматривают идейно-ментальную сторону внутренней колонизации в России как антагонизм имперского центра и периферии, где центр воспринимает периферию как «природную» и дикую, нуждающуюся в окультуривании и цивилизаторском преобразовании. Октябрьская революция рассматривается как попытка преодоления противоречий внутренней колонизации.

## Идеологии
Территориальное расширение империи придавало самодержавным правителям России дополнительную легитимность, а покоренному населению — источник национальной гордости.
Ещё в XVI—XVII веках начинает складываться основная особенность российского государственного дискурса, которая была обусловлена российскими практиками управления. Русское царство и особенно Российская империя репрезентировали себя как государство русское и в то же время — всеобщее, универсальное. Монархическая власть выражала себя в качестве одновременно национальной и наднациональной, как завоевавшая Россию извне и при этом неотделимая от её народа и культуры этого народа. В плане этой стратегии Россия отличается от других континентальных империй, где власть позиционировалась как прежде всего наднациональная (Габсбургская монархия) или как определённая этнически и религиозно (Византия; Османская империя). Представление российских имперских властей о том, каким должно быть совмещение национального и наднационального, также не единожды менялось в процессе развития русской монархии, о чём свидетельствуют официальные политические программы отдельных царствований и сами практики управления. В упрощёном виде: в XVIII веке в этих представлениях преобладало «имперское» начало, а в XIX веке, начиная с разработки теории «официальной народности» Сергея Уварова в начале 1830-х годов, — «национальное» начало. Уваров пытался увязать способность быть русским с лояльностью императору. Солгасно А. Л. Зорину, Уваров в своей программе фактически опредяет «народность» через православие и самодержавие. В результате порожденные внутренней колонизацией представления о том, кем и как управляет имперская власть, существенно повлияли на становление и развитие в России национализма, как национализма нерусских этносов, так и русского.

### Третий Рим

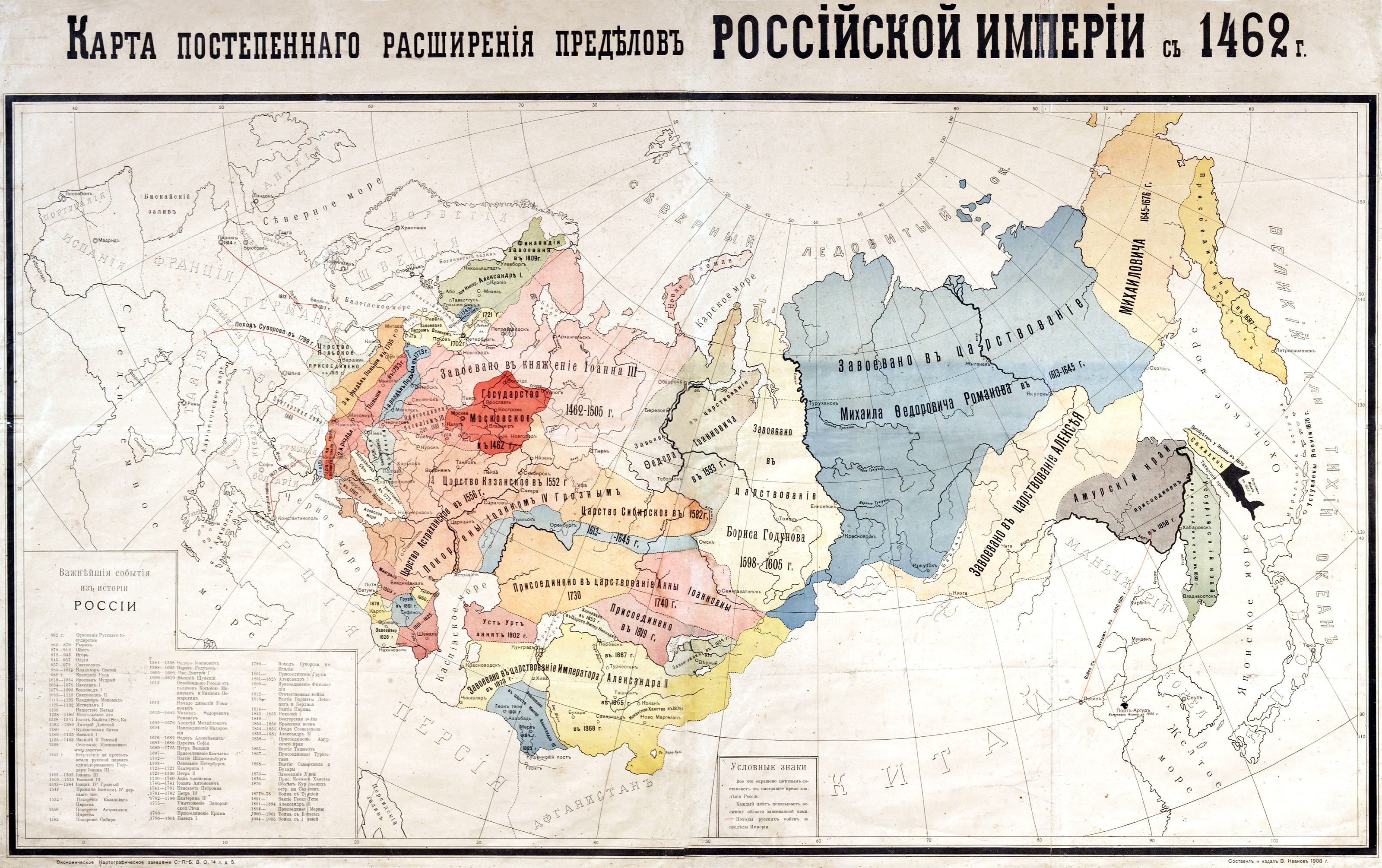
Территориальная эволюция России от 1462 до 1914 года

После падения Константинополя в 1453 году появилась идея, что Москва является Третьим Римом (после первого Рима и второго Рима — Константинополя), то есть продолжателем дела Римской и Византийской империй. В панегирическом послании великому князю Василию III, составленном в 1510 году, русский монах Филофей Псковский провозглашал: «два Рима пали. Третий встает. И четвёртого не будет. Никто не заменит вашего христианского царства». Эта идея позднее привела к концепции мессианской православной русской общности как Святой Руси. В XIX веке Россия претендовала на роль защитника православных христиан на территории Османской империи во время Крымской войны.

### Европейский концерт
После победы монархической коалиции в 1815 году царь Александр I выразил желание распространить свой контроль на Польшу. Две соперничающие с Россией державы, Пруссия и Австрия, были обеспокоены возможностью сдвига границы России дальше на запад, возможным получением России контроля над высотами над основным маршрутом вторжения в Вену, угрозой превращения Пруссии в вассала России.
В результате дипломатических переговоров был провозглашён Священный союз России с Пруссией и Австрией. Вначале Александр I, под влиянием своей духовной наставницы баронессы Варвары фон Крюденер, разработал такой проект Священного союза (отредактирован Иоанном Каподистрией и Александром Стурдзой), в первом варианте которого Россия, Пруссия и Австрия представляли собой «единую нацию» и имели общую армию. После пересмотра была принята более прагматичная система Конгрессов. Французский дипломат Доминик Дюфур де Прадт назвал этот документ «апокалипсисом дипломатии». До Крымской войны (1853—1856) в Европе существовал только один блок, так называемый «Европейский концерт». Во внутренней политике это привело к подавлению гражданских свобод (цензура прессы, закрытие парламентов — феномен, получивший название «Реакция»). Монархии «сохраняли мир» среди населения Европы посредством скоординированного и часто жестокого вмешательства союзных армий. Конечным результатом такой политики стала бесконечная череда восстаний в течение 1820-х годов, вплоть до революций 1848 года.

### Теория официальной народности
При Николае I официальной государственной идеологией стала консервативно-охранительная политическая доктрина, получившая название Теория официальной народности и включавшая «формулу» «Православие, Самодержавие, Народность». Эта идеологя была создана как антитезис девизу Великой французской революции «Свобода, равенство, братство». Теория официальной народности провозглашала, что русский народ обладает уникальными способностями объединить большую империю, а власть императора решает любые противоречия в мире, создавая идеальный «небесный» порядок. Историк Джеффри Хоскинг указал на ключевые недостатки «теории официальной народности» в её двух главных столпах: в части православия — церковь была полностью зависима и подчинена государству; в части народности — многие российские чиновники являлись прибалтийскими немцами, а революционные идеи национальных государств были «приглушённым эхом» в системе, которая опиралась на крепостное право. На практике единственной жизнеспособной опорой было самодержавие.

### Панславизм

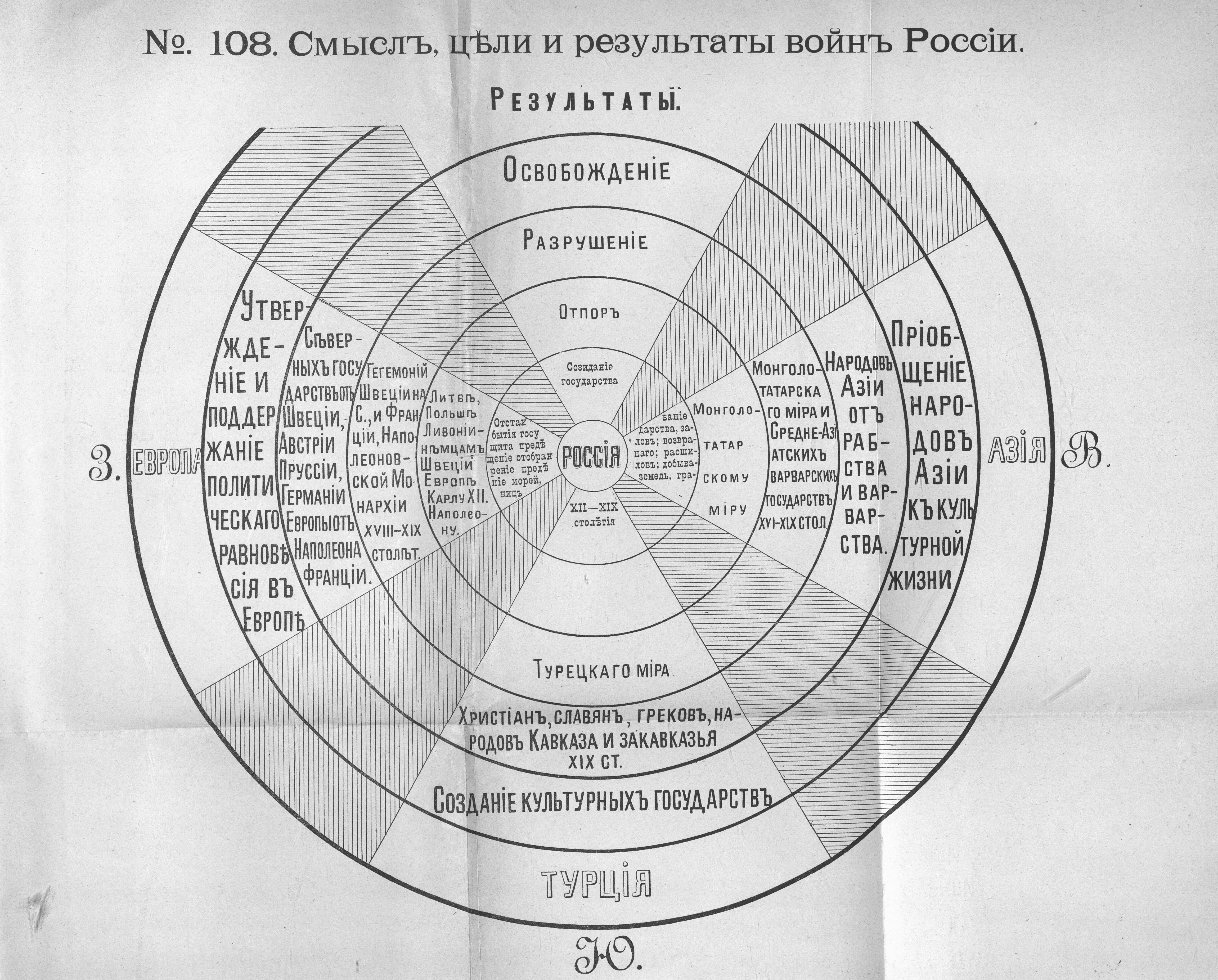
Описание целей войн России из пособия для военных училищ, 1898 год

В XIX веке панславизм, одно из направлений романтического национализма, стал новой теорией легитимизации империи. Идея имперского национального строительства «общерусской» нации была воспринята многими имперскими подданными, включая евреев и немцев, и послужила основой империи. Впервые панславизм приобрёл политическое значение в конце XVIII века как средство легитимации российских имперских притязаний на восточные территории разделенной Речи Посполитой. После Польского восстания 1863 года государство предприняло попытку ликвидировать все проявления сепаратизма. Ко второй половине XIX века некоторые русские публицисты трансформировали идеологию панславизма; «убеждённые в собственном политическом превосходстве [они] утверждали, что все славяне могут с таким же успехом слиться с великороссами».
Выражением идеологии панславизма филолог Роман Лейбов считал стихотворение выдающегося русского поэта XIX века Фёдора Тютчева «Русская география» (1848):

Москва, и град Петров, и Константинов град — / Вот царства русского заветные столицы… / Но где предел ему? и где его границы — / На север, на восток, на юг и на закат? / Грядущим временам их судьбы обличат… / Семь внутренних морей и семь великих рек… / От Нила до Невы, от Эльбы до Китая, / От Волги по Евфрат, от Ганга до Дуная… / Вот царство русское… и не прейдет вовек, / Как-то провидел Дух и Даниил предрек..

### Русский национализм
В конце XIX века идея нации в России трансформировалась в идеологию, направленную на охрану самодержавия и имперского устройства. В последний период существования Российской империи (1905—1917) получают политическое оформление русский имперский и агрессивно ксенофобный национализм. Первой легальной партией русских националистов стал «Союз русского народа», возникший в 1905 году. Важнейшей программной целью её политической деятельности определялось служение самодержавию и сохранение империи: «Союз Русского Народа… поставляет своим священным непреложным долгом всеми силами содействовать тому, чтобы завоёванные кровью предков земли навсегда оставались неотъемлемой частью Русского государства». В тот же период политически оформилось также крайне правое, радикальное крыло русского национализма, программные документы которого соединяли идеи монархизма с ксенофобией и, в первую очередь, с антисемитизмом, получившее обобщённое название «черносотенцы». Первоначально именно ими был выдвинут лозунг «Россия для русских», который затем стал общим для русских националистов принципом политического доминирования этнических русских в пределах империи. Принцип выражался в требованиях предоставления преимущественных прав этническим русским, понимаемым как русская нация.
Политолог Э. А. Паин рассматривает постсоветский русский национализм в качестве постимперского сознания, включающего ностальгию по эпохе классических империй, ресентимент и различные политические фобии. Подобное сознание он считает характерным как для русских державников, так и для представителей разных этнических общностей, сторонников разных политических взглядов и русскоязычных, проживающих в разных странах, в том числе тех, кто сам не относит себя к русским националистам. Имперское сознание не обладает жёсткой этнической привязкой и не транслируется через каналы культурной традиции, а формируется под влиянием социально-политических обстоятельств и прямо конструируется.

### Советский период
Советская идеология продолжала мессианизм панславизма, который считал русских особой нацией. Изначально большевики пропагандировали пролетарский интернационализм; после образования Советского государства они пришли к мысли, что страна должна стать «родиной мировой революции». Иосиф Сталин и Николай Бухарин поощряли такой поворот к национал-коммунизму в 1924 году, отойдя от классической марксистской позиции глобального социализма. По словам политолога Александра Вендта, советский коммунизм «превратился в идеологию контроля, а не революции, под вывеской социалистического интернационализма». С середины 1930-х годов в ходе отказа от идеи мировой революции и разгрома Сталиным старой «ленинской гвардии» советская идеология и политика из революционно-эмансипаторской постепенно трансформировалась в неоимперскую. В ходе этой эволюции главной идеологической опорой стал государственный руссоцентричный патриотизм, включавший активное использование советским партийным руководством русских национальных символов и героев с целью патриотической индоктринации населения. Американским исследователем Д. Бранденбергером был предложен термин «руссоцентризм». Следствием этих политических изменений стало восстановление позитивного образа дореволюционной России и возврат этатистского дискурса. Если в 1920-е годы политика памяти акцентировалась на радикальном разрыве с «проклятым прошлым», то через полтора десятилетия правящие круги начали строить дискурс исторической преемственности от «старорежимной» к советской России. Эта пересмотренная историческая концепция включала идею «прогрессивных» царей Ивана Грозного и Петра I, которые строили могучее государство, как это делает Сталин. Русский народ стал использоваться как несущий элемент всей новой имперской конструкции.
В учебниках, изданных до начала Великой Отечественной войны, традиционно писали о завоевательной политике царской России. В конце 1930-х годов стали говорить, что завоевание Россией было для народов окраин Российской империи «наименьшим злом». После войны усилилась шовинистическая кампания, выражение «наименьшее зло» ушло в прошлое, появилась универсальная формула «добровольное присоединение». Народные движения против царского экспансионизма стали рассматриваться как антирусские и реакционные.
Позднее была сформулирована и реализована характеризуемая как имперская Доктрина Брежнева, заключавшаяся в том, что СССР мог вмешиваться во внутренние дела государств Варшавского договора, в том числе военным путём, чтобы сохранить в них власть местных компартий, подконтрольных руководству СССР. Наряду с этим Брежнев также проводил политику культурной русификации, стремясь к максимально централизованному управлению.
В 1960-е годы и особенно в период «застоя» стали развиваться самодеятельные русско-имперские мессианские идеологии, включающие как про-, так и антисоветские идеи. В первых идеологиях евреи обвинялись в «извращении» революции, во вторых — в её свершении.

### Евразийство и неоевразийство
Евразийцы разделяли идею возрождения единого Российского государства. Доказательствами единства России-Евразии они считали её уникальное ландшафтно-климатическое пространство (П. Н. Савицкий), особый этнокультурный ареал (Н. С. Трубецкой), преобладание православия. Эти особенности считались фундаментом исторической общности населяющих Россию-Евразию славянских и «туранских» (финно-угры, тюрки) народов, близости их культур, этнопсихологического типа, религиозных мировоззрений и языков. Евразийцы считали, что большое значение в русской культуре имеет восточный, «туранский» элемент.
Истоком евразийского политического и культурного единства считалась не Киевская Русь, а империя Чингисхана, рассматривавшаяся как «степная цивилизация», где евразийский культурный тип впервые стал единым целым. Евразийцы считали, что татаро-монгольский период имел положительное значение для развития государства и сохранения православных устоев против идеологической и военно-политической экспансии Запада. К реформам Петра I, европеизировавшим Россию, они относились отрицательно. Напротив, Революция 1917 года оценивалась положительно как начало новой эпохи, в которой Россия якобы вышла из чуждого ей европейского («романо-германского») культурного мира и встала на самостоятельный исторический путь.
По определению политолога Андреаса Умланда, евразийцы «поддерживали антизападные, изоляционистские, империалистические и идеократические аспекты раннего советского режима и видели в нём частичную преемственность царской империи».
На идеологию неоевразийства, в рамках которого предполагается развитие направленной против западного либерализма евразийской империи, повлияла книга «Основы геополитики» политического теоретика Александра Дугина 1997 года и деятельность партии «Евразия», которую он позже основал.

## История
В качестве начала истории России как многонациональной державы, многонациональной империи рассматривается взятие Иваном Грозным Казани в 1552 году, поскольку впервые под русским господством оказалась ранее самостоятельная государственная структура, обладающая собственной исторической традицией, легитимной правящей династией и общественной элитой, которая была иноязычной и принадлежала к другой мировой религии и высокой культуре.

### Русское государство и Российская империя

Территория России по состоянию на 1905—1914 годы
Утраченные территории
Неформальная сфера влияния

Начиная с XVI века в течение 150 лет Россия расширялась постоянно, в среднем ежегодно присоединяя территорию размером с Нидерланды. Расширение происходило в результате как военных действий, так и политических союзов. В то время как Западная Европа колонизировала другие континенты, Российское царство расширялось по суше на восток, север и юг.
К XVIII веку завершилось формирование территории Русского государства. При Иване III (годы правления 1462—1505) и Василии III (годы правления 1505—1533) было создано централизованное Русское государство, сформировавшееся после присоединения Новгородской республики (1478), Великого княжества Тверского (1485), Псковской республики (1510), Волоцкого княжества (1513), Великого княжества Рязанского (1521) и Новгород-Северского княжества (1522).
В 1613 году к власти пришли Романовы. К концу XIX века Российская империя простиралась от Балтийского до Чёрного моря и Тихого океана, в 1732—1867 годах владела колониями в Америке и неофициальной колонией в Африке (всего месяц в 1889 году), сейчас Джибути.
Сибирь и Дальний Восток
Русский экспансионизм во многом выиграл от соседства с малонаселённой Сибирью, которая постепенно осваивалась Россией со времён правления Ивана Грозного. Одни авторы сравнивают покорение Сибири и включение в состав России коренных народов с европейской колонизацией Америки, утверждая, что имели место аналогичные негативные последствия для коренных жителей. Отмечается убийство представителей коренных племен, в том числе дауров, коряков, ительменов, манси и чукчей. Другие исследователи, однако, считают, что заселение Сибири отличалось от европейской колонизации тем, что не приводило к депопуляции коренного населения, а также обеспечивало местному населению доходы от взаимодействия с русскими и интегрировало коренные народы в общество русских поселенцев.
Объектом экспансии стало также северное побережье Тихого океана, в результате чего возник российский Дальний Восток. В 1858 году, во время Второй опиумной войны, Россия укрепила и в итоге заключению неравных договоров (Айгунский договор и Пекинская конвенция) присоединила северный берег реки Амур и побережье океана до корейской границы с Китаем. Во время Боксёрского восстания Российская империя в 1900 году вторглась в Маньчжурию. Кроме того, империя временами контролировала концессионные территории в Китае, например, Китайско-Восточную железную дорогу и концессии в Тяньцзине и российском Даляне.
Центральная Азия
Русское завоевание Средней Азии продолжалось в течение нескольких десятилетий. В 1847—1864 годах русские пересекли Восточно-Казахскую степь и построили линию фортов вдоль северной границы Киргизии. В 1864—1868 годах они двинулись на юг из Киргизии, захватили Ташкент и Самарканд и установили власть в Кокандском и Бухарском ханствах. В 1873 году русские подчинили Хиву, а в 1881 году — западную Туркмению. В 1884 году они захватили Мервский оазис и Восточный Туркменистан. В 1885 году англичане заблокировали дальнейшую российскую экспансию на юг, в Афганистан. В 1893—1895 годах русские заняли Памирские горы на юго-востоке. По словам историка Александра Моррисона, «экспансия России на юг через казахскую степь в приречные оазисы Туркестана была примером одного из самых быстрых и драматических имперских завоеваний девятнадцатого века».
Большую часть XIX века и в начале XX века Британская империя и Россия вели «Большую игру», политическое и дипломатическое противостояние за господство в Центральной и Южной Азии. Британия опасалась предполагаемого российского вторжения в Индию, рассматривая его как цель экспансии России в Центральной Азии.
Историк Александр Андреев писал, что «во времена „Большой игры“ Монголия была объектом империалистического посягательства со стороны России, как Тибет — для англичан». В рамках Англо-русского соглашения 1907 года Российская и Британская империи официально прекратили соперничество в Большой игре, чтобы сосредоточиться на противостоянии Германской империи; они разделили Иран на британскую и российскую зоны влияния. В 1908 году в Персии произошла Конституционная революция, направленная на создание демократического гражданского общества, учреждение выборного Меджлиса, относительно свободной прессы и на другие реформы. Россия вмешалась в персидскую революцию, поддержав шаха и реакционные фракции. В 1879 году Россия создала Персидскую казачью дивизию, которая возглавлялась российскими офицерами и служила инструментом российского влияния в Иране.
Европа
После поражения Швеции в финской войне 1808—1809 годов и подписания Фридрихсгамского договора 17 сентября 1809 года в состав Российской империи была включена восточная половина Швеции, которая затем стала Финляндией, но в качестве автономного государства. В конце XIX века было предпринято несколько попыток русификации Финляндии, ограничения особого статуса Великого княжества Финляндского и полного присоединение Финляндии к России. Политика русификации проводилась также на территориях Украины и Белоруссии.
После Русско-турецкой войны 1806—1812 годов под власть России перешла Бессарабия, ранее находившаяся под прямым управлением Османской империи.
На Венском конгрессе 1815 года Россия получила суверенитет над Польшей, которая согласно польской конституции 1815 года становилась автономным царством в личной унии с Россией. Однако российские императоры в целом игнорировали любые ограничения своей власти в Польше. Автономия была сильно ограничена после восстаний 1830—1831 и 1863—1864 годов, когда ею стали управлять российские наместники.
Заморские территории
За распространением власти на Дальний Восток последовала колонизация Россией Северной Америки через Тихий океан. Русские промысловики и охотники быстро развили морскую пушную торговлю, что спровоцировало несколько конфликтов между алеутами и русскими в 1760-х годах. К концу 1780-х годов были установлены торговые отношения с тлинкитами, а в 1799 году была образована Российско-американская компания, целью которой стала монополизации пушной торговли и которая служила также инструментом русификации коренных жителей Аляски.
Россия также приобрела остров Сахалин. В конце XVIII века началась российская экспансия в воды, окружающие Хоккайдо, что побудило Японию составить карту и исследовать окрестности этого северного острова. Сахалин был населён коренными народами, включая айнов, уильта и нивхов; номинально остров платил дань династии Цин. После того, как Россия по Айгунскому договору 1858 года приобрела Маньчжурию у Цин, она также получила от Цин номинальные претензии на расположенный через пароли Сахалин. Согласно Симодскому договору 1855 года, несмотря на конфликты, была создана временная совместная поселенческая колония русских и японцев. Однако по Петербургскому договору 1875 года Сахалин предоставлялся России в обмен на получение Японией Курильских островов.
Самые дальние русские колонии находились на Гавайских островах — форт Елизаветы и форт Александр, построенные в начале XIX века Русско-американской компанией в результате союза с верховным вождём Каумуалии, а также на берегу залива Таджура на Французском береге Сомали (современное Джибути) — колония Сагалло, основанная в 1889 году. Самым южным русским поселением, основанным в Северной Америке, был Форт-Росс, Калифорния.

### Советский Союз

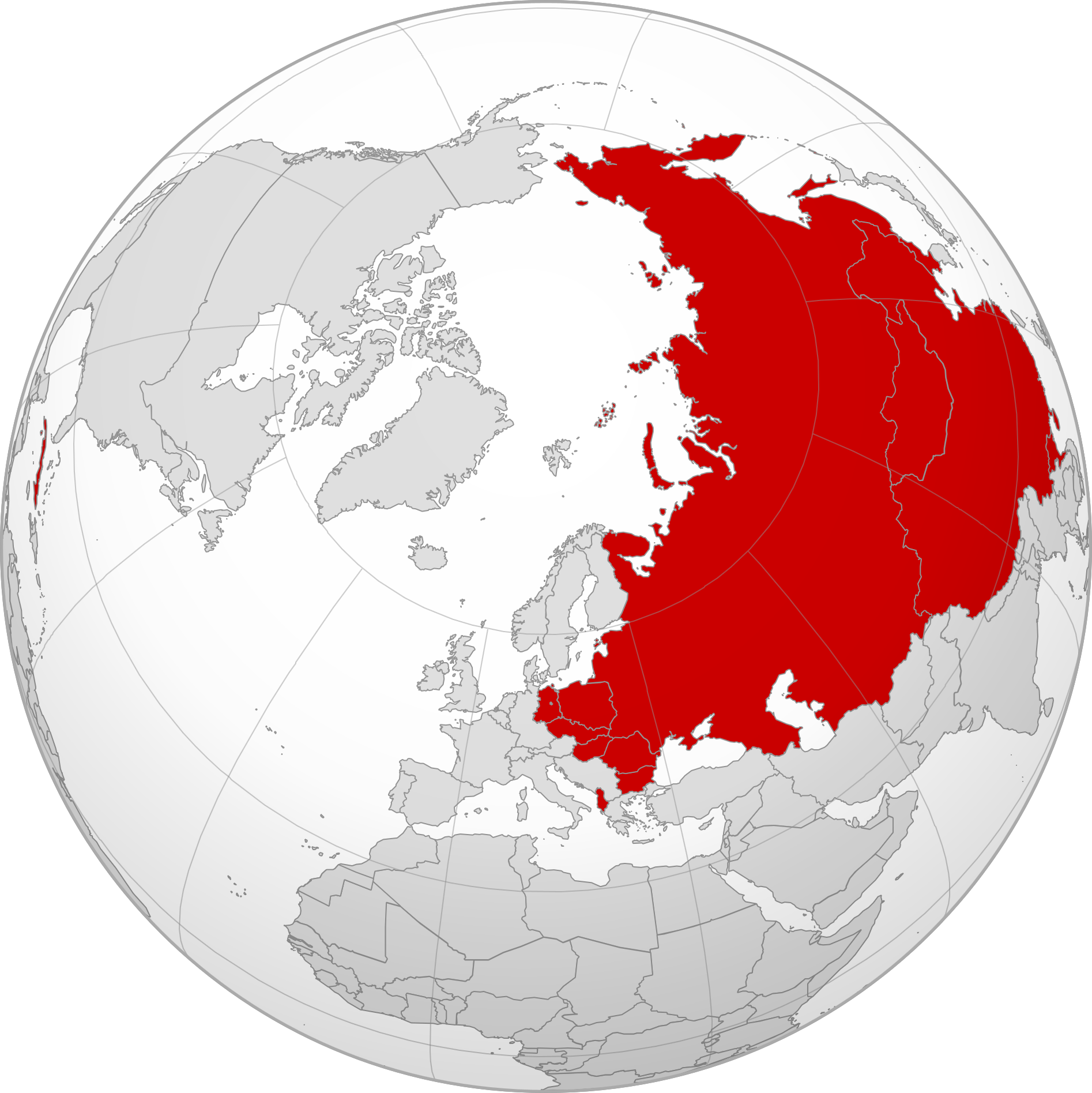
Максимальная территория влияния СССР в 1959—1960 годах

После революционных событий 1917 года Российская империя распалась. Однако к 1922 году новая, советская власть восстановила контроль над большей частью территорий бывшей империи, исключая Польшу, Финляндию и Прибалтику.
К концу Второй мировой войны Советский Союз присоединил:
- Западную Белоруссию и Западную Украину из состава Второй Польской республики (см. Присоединение Западной Украины и Западной Белоруссии к СССР) (1939)
- Эстонию, Латвию и Литву (1940)
- Бессарабию (Молдова), Герцу и часть Буковины (1940)
- Части Карелии и Саллы (1940), Печенгский район (1944), Порккалу (1944)
- Карпатскую Русь, бывшую Чехословакию (1944)
- Тува (была независимой в 1921—1944 годах; ранее управлялась Монголией и Маньчжурской империей)
- Часть Восточной Пруссии (ныне Калининградская область) (1945)
- Клайпедский край, присоединенный к Литве в 1945 году
- Курильские острова и южный Сахалин, контролировавшие Японией и занятые СССР в 1945 году.

Хотя Советский Союз провозглашал себя интернационалистическим и антиимпериалистическим государством, ряд исследователей отмечает, что его политика была схожа с политикой многих империй. Считается, что этот аргумент возник в книге Ричарда Пайпса «Формирование Советского Союза» (1954). Некоторые учёные, такие как Северин Биалер, считают, что Советский Союз был гибридным образованием, включавшим элементы, общие как для многонациональных империй, так и для национальных государств. Также утверждалось, что Советский Союз практиковал колониализм, аналогичный колониализму имперских держав. Маоисты утверждали, что Советский Союз стал империалистической державой, сохраняя при этом социалистические принципы.
Экспансия
После Гражданской войны некоторые территории, в прошлом находившиеся в составе Российской империи, либо стали независимыми государствами, либо были присоединены к другим государствам. Довоенная политика Советского государства была направлена на возвращение этих территорий (пакт Молотова-Риббентропа и последовавший раздел Польской республики, Зимняя война, аннексия Прибалтики и Бессарабии).
После окончания Второй мировой войны Советский Союз получил многие бывшие территории Российской империи, а также территории, ранее не входившие в её состав:
- Карпатскую Украину
- Туву (с 1944 года)
- Часть Восточной Пруссии (ныне Калининградская область).

Также, советское правительство создало марионеточные правительства на занятых Красной Армией территориях. Эти марионеточные государства вскоре стали членами Организации Варшавского договора
и Совета экономической взаимопомощи, созданных в противовес НАТО и управляемых из СССР. К этим государствам относились:
- Народная Социалистическая Республика Албания
- Чехословацкая Социалистическая Республика
- Польская Народная Республика
- Народная Республика Болгария
- Социалистическая Республика Румыния
- Германская Демократическая Республика
- Венгерская Народная Республика
- Социалистическая Федеративная Республика Югославия

Демократическую Республику Афганистан также можно считать советским сателлитом; с 1978 по 1991 год центральное правительство в Кабуле было связано с Восточным блоком и в период с 1979 по 1989 год пользовалось прямой поддержкой Советской Армии.

### Постсоветский период
Российская Федерация является основным признанным государством-правопреемником Советского Союза, и её обвиняют в попытке вернуть контроль над постсоветскими государствами. Конкретные аспекты империализма могут сближать его с ирредентизмом.
Для этнического большинства России характерен не этнический, а государственнический державный традиционализм, связанный с ощущением гордости за принадлежность к государству, имеющему тысячелетнюю историю, главные события которой включают военные победы и расширение территорий. Эти тенденции отражает, в частности, устойчивый пантеон героев, в котором согласно опросам первой декады 2000-х годов преобладали «державные герои» — цари, вожди и полководцы: Пётр I, Александр Невский, Дмитрий Донской, Екатерина II, Иван Грозный, Иосиф Сталин, Георгий Жуков. В качестве главного ключевого события истории в оценках русских, имея большой отрыв, фигурировала Великая Отечественная война. Преобладание национально-государственной самоидентификации над этнической свойственна многим народам, составляющим этническое большинство в центральных частях империй. Идентификация актуализируется при соотнесении «мы» и «они». Для этнических групп, которые проживают в окружении этнического большинства, последнее всегда является «конституирующим иным», тогда как большинство «замечает» меньшинства только при возникновении этнических конфликтов, быстром росте численности меньшинств, появлении новых меньшинств и в ряде других случаев.
Во второй половине 2010-х годов под воздействием роста имперских идей и неосталинизма происходило угасание антиимперского, «национал-демократического» русского национализма. Русский национализм утратил идейное своеобразие и собственный предмет политической активности, по причине чего потерял идейную основу для консолидации. Наблюдался один из самых низких за постсоветский период уровней проявления как гражданской, так и этнической солидарности русских националистов. Эта тенденция согласуется с общими направлениями изменений в массовом сознании россиян. Интересы масс переориентировались с традиционных внутренних проблем страны, включая этнические, на государственные темы. Отмечается, что этатистские, имперские ценности подавляют сложившиеся этнические стереотипы.